# بوژیتشانی
بوژیتشانی (به چکی: Božičany) یک منطقهٔ مسکونی در جمهوری چک است که در ناحیه کارلووی واری واقع شده‌است. بوژیتشانی ۷٫۶۶ کیلومتر مربع مساحت و ۶۱۹ نفر جمعیت دارد و ۴۲۴ متر بالاتر از سطح دریا واقع شده‌است.